# Elódea-comum
A elódea ou elódea-comum (Elodea canadensis) é uma planta aquática perene muito utilizada em aquariofilia.

## Habitat

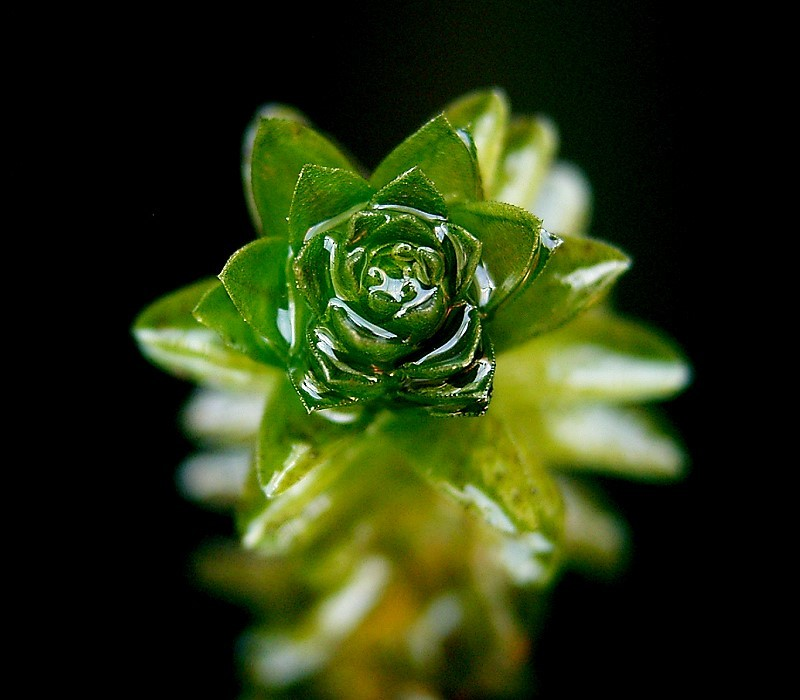

São plantas espontâneas na América do Norte mas são também introduzidas em outros locais do mundo onde tem invadido os cursos de água, com alguns custos ambientais.
Preferem habitats aquáticos com fundos lamacentos, calcários e ricos em nutrientes, mas adaptam-se facilmente a uma grande diversidade de ambientes. Mesmo sem raíz, as partes desenraizadas mantêm-se vivas por longo tempo, podendo-se reproduzir assexuadamente.

## Descrição

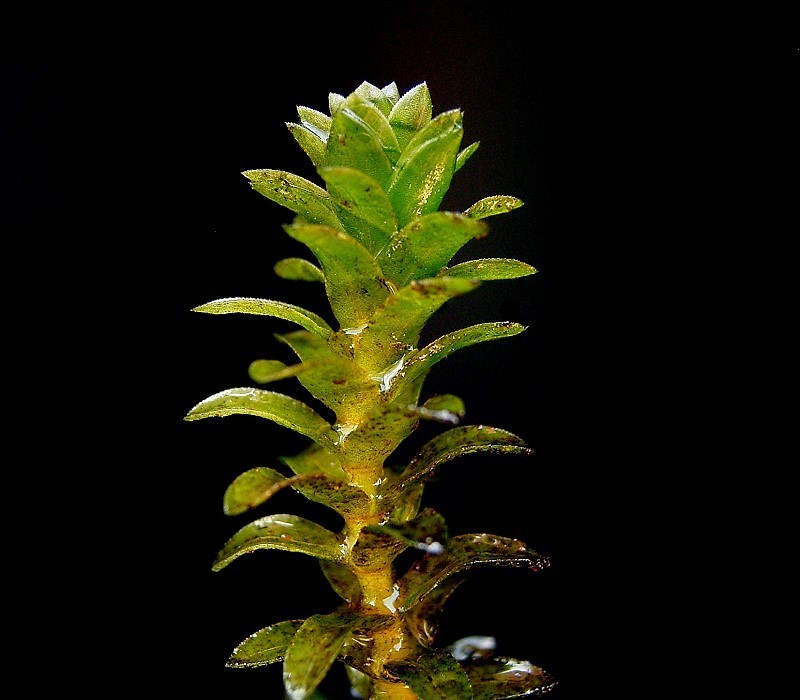
Aspecto das folhas e da flor pedunculada

A aparência dos vários exemplares desta espécie pode variar bastante, em termos de tamanho e densidade da folhagem, dependendo das condições ambientais, como, por exemplo, a quantidade de luz.
Com caules longos, finos e ramificados (não tanto quanto a "Elodea nuttallii") e com folhas enroladas em seu torno. É semelhante às espécies Elodea densa (ou elódea brasileira) e à hydrilla, distinguindo-se destas pelas suas folhas, que aparecem agrupadas três a três (por vezes quatro - pares opostos também são frequentes, principalmente na base), enquanto que nas outras espécies, as folhas aparecem em grupos mais numerosos. A elódea brasileira é também de maiores dimensões. É preciso ter cuidado para não confundi-la com a espécie "Elodea nuttallii" em que as folhas, mais estreitas, também aparecem em grupos de três. A planta fica praticamente submersa na totalidade, à excepção das suas flores, raras, que ficam a flutuar na superfície, ligadas aos caules por pedúnculos frágeis. As flores são brancas e têm três pétalas e, geralmente, três sépalas. As flores masculinas e as flores femininas nascem de plantas diferentes, mas as primeiras aparecem em muito menor número. As flores masculinas têm nove estames, com três, centrais, a partilharem o filete. Forma um fruto com forma de cápsula. A carência de flores masculinas leva, contudo, a que a propagação de sementes seja muito rara.
A margem das folhas é serrada, mas isso só é visível com uma boa ampliação. O seu comprimento é 2 a 5 vezes maior que a largura. A extremidade das folhas é constituída por uma ponta estreita e relativamente dura. As raízes nascem em pequenos tufos fibrosos ao longo do caule.